# Kalabaris
Els kalabaris són els membres d'un clan ijaw que viuen a l'estat de Rivers, al sud de Nigèria (a les LGAs de Degema, Akulga, Asaritoru i Port Harcourt i a Ghana.< La majoria viuen a l'oest del delta del Níger. Parlen la llengua ijo, kalabari. El nom de kalabari prové del seu avantpassat, Perebo Kalakebari, que era net de Mein Owei. Calabar fou el seu primer establiment, però aquest fou anomentat Kalabari pels portuguesos. Els kalabaris van abandonar la seva ciutat originària per a fundar altres pobles de pescadors, però els portuguesos van mantenir el nom a la ciutat quan aquesta fou poblada pels efiks. Els britànics van anomenar la ciutat com Calabar. Els kalabaris ijaws van emigrar i van fundar Elem Kalabari (Nou Calabar), que va esdevenir un gran regne que tenia 35 assentaments, entre els quals destacaven Abonnema, Bakana i Tombia.

## Història
Els calabaris són uns ijaws que provenen del llinatge de Mein Owei. Originàriament eren pescadors fins que els portuguesos van arribar a la costa d'Àfrica Occidental. A partir de llavors van comerçar-hi i els van proporcionar esclaus.
Els calabaris, com la majoria de les tribus de la costa van tenir una relació important amb els europeus. Les famílies importants van tenir accés a l'educació europea des dels primers temps del contacte, cosa que ha fet que els calabaris han sigut influents en la política de Nigèria fins a l'actualitat.

### Orígens
Els avantpassats proto-ijaws que van arribar junts van establir una nova comunitat basada en els interessos mutus i l'afinitat cultural simbolitzat sota el personatge de Perebo-Kalakebari, el fill d'Uge (Ugo), que era fill de Mein (fundador dels meins). Aquest va ser el que va donar nom a la tribu calabari. Mein havia abandonat Ogobiri abans del segle xv. Perebo Kalakebari es va casar amb Mukoko, que va ser acusada de bruixeria; quan Kalakebari va saber que la volien matar, va abandonar Okogba Idu amb la seva família i van fundar la ciutat que posteriorment va ser anomenada amb el seu nom, Kalabari (Calabar). Posteriorment, els seus descendents la van abandonar perquè era insegura i van emigrar a Nova Calabar.

### Època Moderna i contemporània
A mitjans del segle xvii, Elem Kalabari (Nou Calabar) ja havia esdevingut un aciutat important a causa dels seus contactes amb els europeus i el seu comerç. Els kalabaris van estar involucrats en el comerç d'esclaus atlàntic sobretot a partir del segle xviii.
L'Amayanabo (rei) Amakiri I, fill adoptat de Daba, que era del llinatge Endeme va obtenir armes de foc dels europeus. Això va fer que el seu poder fos més important i va expandir el territori que dominava. Aquest va governar a la dècada de 1770. Els seus descendents van tenir el poder sobre els kalabaris a partir d'aquell moment. Aquest rei va ser el que, involucrant-se activament amb la captura d'esclaus per a vendre'ls als europeus, va fer que Elem Kalabari va ampliar la seva influència sobre ciutats i aldees veïnes, al mateix temps que va provocar també la immigració de gent d'altres comunitats, sobretot igbos. Això va fer que la llengua dels kalabaris es modifiqués des de l'ijaw original fins a l'actual kalabari.
Entre el 1879 i el 1881, una guerra civil va provocar el trencament de la ciutat estat d'Elem-Kalabari i que es fundessin diverses ciutats i poblacions noves, entre les quals destaquen: Bakana (1881), Abonnema (1882) i Buguna i Obuana (1884).

## Població i religió
Més del 96% dels 448.000 karabaris són cristians. D'aquests, 38.000 viuen a Ghana i 410.000 a Nigèria.
El 97% dels 38.000 kalabaris que viuen a Ghana són cristians; d'aquests, la meitat són catòlics, el 40% pertanyen a esglésies cristianes independents i el 10% són protestants. La resta creuen en religions tradicionals africanes.
El 96% dels 410.000 kalabaris de Nigèria són cristians; d'aquests, el 80% són protestants, el 10% són catòlics i el 10% pertanyen a esglésies tradicionals africanes. El 4% restant creuen en religions tradicionals africanes.

## Llengua
Els kalabaris parlen la llengua ijo, kalabari.